# Chomelia transiens
Chomelia transiens är en måreväxtart som beskrevs av Johannes Müller Argoviensis. Chomelia transiens ingår i släktet Chomelia och familjen måreväxter. Inga underarter finns listade i Catalogue of Life.